# Päivätär et Kuutar
Päivätär et Kuutar sont les déesses du Soleil et de la Lune dans la mythologie finnoise. 
Elles possèdent l'or de la Lune et l'argent du Soleil, tissent des fils d'or et d'argent et en brodent des vêtements. Au Kalevala, les jeunes filles demandent à Päivätär et à Kuutar de leur offrir des bijoux et des vêtements en or et en argent. Les deux déesses sont décrites comme de grandes beautés.
Le professeur Anna-Leena Siikala (en) estime possible que Päivätär soit une déesse qui règne sur la vie et la lumière. Lors de la christiannisation de la Finlande, elle a pris les traits de la Vierge Marie.